# Dmitri Bashkírov
Dmitri Aleksándrovich Bashkírov (en ruso: Дми́трий Алекса́ндрович Башки́ров;1 de noviembre de 1931-7 de marzo de 2021) fue un pianista y profesor académico ruso. Formado en su ciudad natal Tiflis y Moscú, comenzó una carrera internacional como solista cuando ganó el Concurso de Piano Marguerite Long en París en 1955. Enseñó en el Conservatorio de Moscú de 1957 a 1991 y en la Escuela Superior de Música Reina Sofía de Madrid de 1991 a 2021. También enseñó como invitado en otros conservatorios internacionales y es considerado un representante de la escuela de piano rusa.

## Vida y carrera
Bashkírov nació en Tiflis, RSS de Georgia. Su tía abuela Lina Stern, bioquímica, fisióloga y humanista, fue la primera mujer miembro de la Academia de Ciencias de Rusia. Estudió en el Conservatorio Estatal de Tiflis durante diez años con Anastasía Virsaladze, luego en el Conservatorio de Moscú con Aleksandr Goldenweiser.

### Pianista
Consiguió un primer premio en el Concurso de Piano Marguerite Long en París en 1955, que abrió el camino a conciertos internacionales, con orquestas como la Gewandhaus, la Royal Philharmonic Orchestra, la Orquesta Filarmónica de Israel y la Orquesta Sinfónica de Chicago, que incluye directores como Vladímir Ashkenazi, John Barbirolli, Daniel Barenboim, Ígor Markévich, Kurt Masur, Zubin Mehta, Kurt Sanderling, Wolfgang Sawallisch, Yevgueni Svetlánov, George Szell, Yuri Temirkánov y Carlo Zecchi. Tocó música de cámara con Ígor Bezrodny (violín) y Mijaíl Komnitzer. Bashkírov se convirtió en Artista de Honor de la RSFSR en 1968. En 1980, su carrera internacional fue interrumpida por la prohibición de conciertos fuera de Rusia, revocada en 1988 por Mijaíl Gorbachov. Bashkírov fue galardonado con el Artista del Pueblo de la URSS en 1990.
Bashkírov fue un artista de grabación con el sello discográfico clásico suizo Claves, grabando conciertos de Carl Philipp Emanuel Bach y Beethoven. Grabó un álbum con música de piano desde una sonata de Haydn hasta la Sonata para piano n.º 1 de Rodión Shchedrín. Un crítico señaló sus «interpretaciones a menudo inusuales y altamente imaginativas», sobresaliendo en «obras virtuosas, de época romántica,... desplegando ligereza de tacto y técnica brillante», y tocando a Schubert de forma «inusualmente libre tanto en ritmo como en tempo». Su interpretación de la música de Rajmáninov fue descrita por un crítico de Frankfurter Allgemeine Zeitung como una «elegancia audaz, a veces acerada» ("kühne, manchmal stählerne Eleganz").

### Enseñanza
Bashkírov enseñó en el Conservatorio de Moscú de 1957 a 1991. En 1991 se traslada a la Escuela Superior de Música Reina Sofía de Madrid, donde ocupó la cátedra de piano desde su inicio en 1991. Enseñó a muchos artistas de renombre internacional como Dmitri Alexeev, Arkadi Volodos, Nikolái Demidenko, su hija Yelena Bashkírova, Boris Bloch, Jonathan Gilad, Kirill Gerstein, Stanislav Ioudenitch, Denis Kozhukhin, Eldar Nebolsin, Luis Fernando Pérez, Đặng Thái Sơn, Vestards Šimkus,Alexander Kandelaki , David Kadouch, Jong Hwa Park, Claudio Martinez Mehner, Bruno Vlahek y Plamena Mangova. También enseñó en la Academia Internacional de Piano en el lago de Como, el Conservatorio de Shanghái, la Chapelle musicale Reine Élisabeth en Bruselas, el Conservatorio de París, el Mozarteum de Salzburgo, la Academia Sibelius en Helsinki y el Encuentro de Música y Academia en Santander. Fue galardonado con la Gran Cruz de la Orden de Alfonso X el Sabio en 2006. En junio de 2019, recibió la Medalla de Profesor Emérito de manos de la Reina Sofía.

### Jurado
Bashkírov fue miembro en los jurados de prestigiosos concursos de piano, incluido el Concurso Internacional de Piano Paloma O'Shea en Santander en 1995, 1998 y 2002. Fue jurado del Concurso Artur Rubinstein en 1992, 1998 y 2011.

### Familia y muerte
Bashkírov tuvo una hija, Yelena, que está casada con Daniel Barenboim. Su hijo, Kirill Bashkírov, es un fotógrafo especializado en retratos, paisajes y deportes.
Bashkírov murió en Madrid el 7 de marzo de 2021 a los 89 años.